# 教行寺 (西宮市)
教行寺（きょうぎょうじ）は、兵庫県西宮市名塩一丁目にある浄土真宗本願寺派の寺院。名塩御坊（なじおごぼう）とも称する。

## 歴史
文明7年（1475年）に蓮如によって創建されたとされる。
蓮如は文明7年（1475年）に吉崎御坊を離れ、しばらく摂津国川辺郡広根（現在の兵庫県猪名川町広根）の最徳寺にとどまって地域に教えを広めていた。このとき、有馬郡名塩の村民に請われて名塩を訪れ、村内の中山に草堂を立てて念仏の道場とした。蓮如が村民に残した「形見のお名号」は寺宝として伝えられている。その後、文明8年（1476年）に蓮如は摂津国嶋上郡富田（高槻市）に教行寺（富田教行寺）を創建、のちに八男蓮芸をその住持とした。
名塩村民は、草堂を仏閣として住持を迎え、常に法要を聴受したいと蓮如に願い出た。山間の村であるために寺の維持が難しいことが案じられたが、村人は全村を挙げて檀家となり寺を支えることを約束したという。こうした熱心な働きかけに応えて、蓮如は名塩道場を改めて名塩教行寺とし、蓮芸に住持を兼任させた。のちに蓮芸は富田教行寺を長男の実誓に委ねて名塩教行寺に移った。蓮芸は名塩で没し、次男の賢勝が第二世となった。名塩は寺内町として発展することとなった（塩瀬村 (兵庫県)#名塩参照）。
元和3年（1617年）に現在地に寺地を移す。一時「広教寺」に名を改めたが、富田教行寺が教如（東本願寺）に属したため、寛永11年（1634年）に准如（西本願寺）は第四世准超に命じ、寺号を教行寺に戻させた。現在の本堂は宝暦11年（1761年）、第七世湛然の時代に建立された。

## 住持
- 初代[1] 蓮芸[1]
- 2世（2代[1]） 賢勝[1] - 蓮芸の子[2]。
- 3世 賢超[1]
- 4世（3代[1]） 准超[1] - 蓮芸の孫[2]。夫人の藤の父は興正寺准尊、母は毛利輝元養女妙尊尼（古満姫）[5]。
- （4代[1]） 寂超[1]
- 6世 寂幽[1]
- 7世 湛然[1]
- 10・12世 摂観[1]（安養院[1]） - 岩倉具選の孫にあたる[1]。西本願寺寺務副総督[6]。維新期に宗主を支えるとともに[1]、国事に奔走した[6]。

## 備考
- 上中啓三（名塩出身）がアドレナリンの実験に関して記したノートが所蔵されている[7]（化学遺産、重要科学技術史資料）。教行寺が菩提寺である縁[7]。
- 名塩雁皮紙（名塩紙）の起源についての諸説の中には、蓮如が訪れた際に越前から随行した紙漉き職人が伝えたとする説がある。